# 包宗和

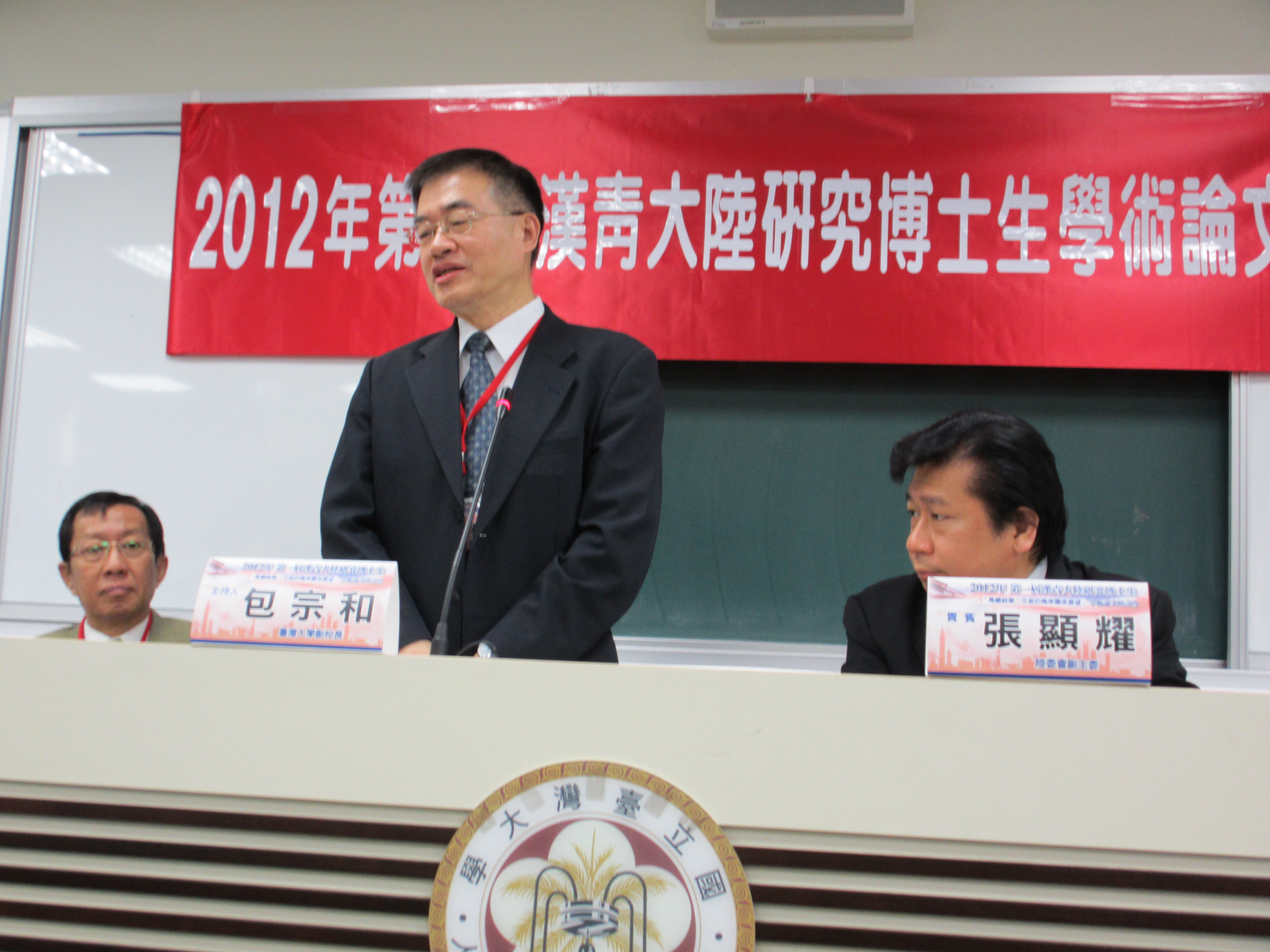
包宗和出席首屆漢青大陸研究博士生學術論文研討會。

包宗和（1952年1月31日—），生於台灣，籍貫江蘇省鎮江市，臺灣國際關係學者與政治人物，中國國民黨籍，為馬英九兩岸關係重要幕僚，曾提出一中共表，主要研究领域是国际政治、外交决策、国际冲突等。曾任新聞局顧問、戒嚴時期不當叛亂暨匪諜審判案件補償基金會董事、國家統一委員會研究委員、國立臺灣大學政治學系主任兼政治研究所所長、社會科學院院長、副校長及監察院監察委員等職。

## 生平
畢業於台灣大學政治學系國際關係組，國立政治大學外交研究所碩士。
1979年，取得國民黨中山獎學金，至美國留學。取得美國密西根大學政治學碩士，德州大學奧斯汀分校政治學博士
1998年，在三合一大選中，國民黨召開二中全會，七人小組與黃德福、包宗和，草擬了國民黨十五屆二中全會政治任務提示文，其中提出對中國大陸進行和平對話，作為大選的政治號召。
2014年，經馬英九提名為監察委員，立法院7月29日同意。

## 著作
近年出版的主要着作有：2011年主编出版的《国际关系理论》、2009年主编出版《卫生安全与卫生外交》、《重新检视争辩中的两岸关系理论》、《国际关系辞典》。

## 外部連結
- 包宗和在國立臺灣大學政治學系網頁
- 成為一個肯打拼、有夢想的知識分子＿包宗和[永久]